# マラムレシュの木造聖堂群
マラムレシュの木造聖堂群（マラムレシュのもくぞうせいどうぐん）は、ルーマニアの世界遺産の一つである。トランシルヴァニア地方北部のマラムレシュに残る木造聖堂群のうち、異なる時代や地域ごとにそれぞれの建築技法で建てられた、8つの代表的なルーマニア正教会の木造聖堂が登録されている。それらは、西端に背が高くほっそりとした鐘楼を備えた高度な木造建築物であり、北部ルーマニアの山岳地帯における文化的景観を、その地域固有の方法で体現したものである。
マラムレシュは中世以来の自治的な伝統によって、ルーマニアの中でも比較的よく知られた地方である。その保存状態の良好な木造の聖堂や村落、伝統的な生活様式、今なお用いられている地方独特の色鮮やかな服装などは、マラムレシュをあたかも生きた博物館のようにしている。
この地方の有名な木造聖堂群は、以前に建てられていた聖堂の敷地に、17世紀から18世紀にかけて建造されたものである。その背景にあったのは、ルーマニア正教会の聖堂を石で建造することを禁じられたことへの反発である。
聖堂は太い丸太で建造され、内部は小ぢんまりとして薄暗く、素朴な技法で聖書に題材を採ったイコンが多くある。最も特徴的なのは入り口の上に聳える鐘楼と、聖堂本体が小さく見えてしまうような大きな屋根である。

## 特色
第二次世界大戦後にカルパティア山麓のウクライナとルーマニアとに分割されてしまった歴史的地域としてのマラムレシュは、木造建築が途絶えることなく、豊かな木造遺産群が残存している地域の一つである。マラムレシュ中部・南部における木造聖堂建設の伝統は、16世紀初頭から18世紀初頭まで辿ることができる。地元の木造聖堂の作製に用いられた知識はヨーロッパ大陸に広がったため、マラムレシュ以外の場所では、その理解は長らく大きな関心事になっていた。
マラムレシュには42の木造聖堂が現存し、そのうちおよそ3分の1が200年以上前のものである。現存する木造聖堂に加え、地元の現役熟練大工たちの間には、伝統的建築業の関連知識・技術とともに、木造聖堂建築に必要な知識源が今なお保持されている。中世から18世紀初頭まで、平らで密閉効果の高い壁を備えた多くの木造建築物を作る技能、知識、経験は、並外れた水準だった。そのような水準を実現したマラムレシュの村人たちは、下層の農民というよりも、十分に専門的な聖堂建築家たちといえた。彼らは聖堂建築に特化したこの先進的知識を受け継ぎ、守っていたのである。
マラムレシュで木造聖堂を建てる伝統は、それを建てて利用する人に依存するので、地域の建築家と設立者を識別することは必須である。しかしながら初期にはそれらの区分は曖昧で、木造聖堂を建てる上で彼らがどのような役割分担をしていたのかは明らかになっていない。この点は、我々が木造聖堂を歴史的に明瞭な理解をする上での妨げになっている。
長期的な視野に立って見れば、マラムレシュの木造聖堂群の真の創出者といえるのは、実質的には依頼主となった設立者たちであった。特に、東方正教会を根付かせた貴族たちの役割は、木造聖堂群の中での宗教的特質の形成に、決定的なものであった。マラムレシュの木造聖堂群は、それらが何世紀にもわたって東方正教徒（Eastern Christians）と西方教会の貴族たち（Western nobles）との二重の状況に置かれていたことを示しており、穏健な地方領主のもとにあった地域社会を反映している。
マラムレシュでは、1989年のルーマニア革命以降に聖堂建設が復興したことに伴い、伝統的様式による新たな聖堂の建設なども行われるようになっている。

## 登録対象
世界遺産の登録対象となっているのは、以下の8件である。英語綴りは世界遺産センターによる登録名称および都市表記である。都市（コムーナ）は、いずれもマラムレシュ県内にある。
| 904-001 |  | 生神女進殿聖堂（Church of the Presentation of the Virgin at the Temple） | ブルサナ（Bârsana）                 |
| 904-002 |  | 聖ニコラス聖堂（Church of Saint Nicholas）                               | ブデシュティ（Budesti）             |
| 904-003 |  | Church of the Holy Paraskeva                                             | デセシュティ（Desesti）             |
| 904-004 |  | 生神女生誕聖堂（Church of the Nativity of the Virgin）                   | イエウド（Ieud）                    |
| 904-005 |  | 聖大天使聖堂（Church of the Holy Archangels）                            | Sisesti                             |
| 904-006 |  | Church of the Holy Parasceve                                             | ポイエニレ・イゼイ（Poienile Izei） |
| 904-007 |  | 聖大天使聖堂（Church of the Holy Archangels）                            | Târgu-Lapus                         |
| 904-008 |  | 聖大天使聖堂（Church of the Holy Archangels）                            | Sisesti                             |

## 登録基準
この世界遺産は世界遺産登録基準のうち、以下の条件を満たし、登録された（以下の基準は世界遺産センター公表の登録基準からの翻訳、引用である）。
- (4) 人類の歴史上重要な時代を例証する建築様式、建築物群、技術の集積または景観の優れた例。